# HMS Victorious
Az HMS Victorious a harmadik Illustrious-osztályú repülőgéphordozó volt, melyet az 1936-os haditengerészeti program keretében építettek meg a Brit Királyi Haditengerészet számára. Az Illustrious-osztály egységei a repülőgép-hordozók körében szokatlanul erős és jó felépítésű vértezettel rendelkeztek, ezért egyes szakértők külön kategóriába, a páncélozott hordozók (armoured carriers) közé sorolják őket. A munkálatokat a Vickers-Armstrong cég végezte, Newcastle upon Tyne-ban. A hajó építését 1937. május 4-én kezdték meg, vízrebocsátása 1939. szeptember 14-én történt meg. Szolgálatba állítására azonban 1941-ig kellett várni, amikor az atlanti csata szükségessé tette a hajó bevetését a Norvég-tenger térségében. 1941–1942 között a Szovjetuniónak fegyvereket szállító konvojokat kísérte az Atlanti-óceán északi részén és a Jeges-tengeren, majd 1942 augusztusában részt vett a máltai csatában. 1943-ban a csendes-óceáni hadszíntérre vezényelték, a colombói haditengerészeti bázisra, ahonnan kihajózva részt vett a Japán Császári Haditengerészet elleni hadműveletekben. A háború után több mint egy évtizedre tartalékba helyezték, majd 1958-ban jelentős mértékben átépítették. Az 1960-as évek elején még részt vett az indonéz–maláj konfliktusban, Malájzia fegyveres erőit támogatva.  1968-ban, hosszú évekkel a tervezett üzemeltetési idő lejárta előtt a munkáspárti kormány váratlanul kivonatta a hadrendből és egy év múlva szétbontották.

## Részvétele a II. világháborúban

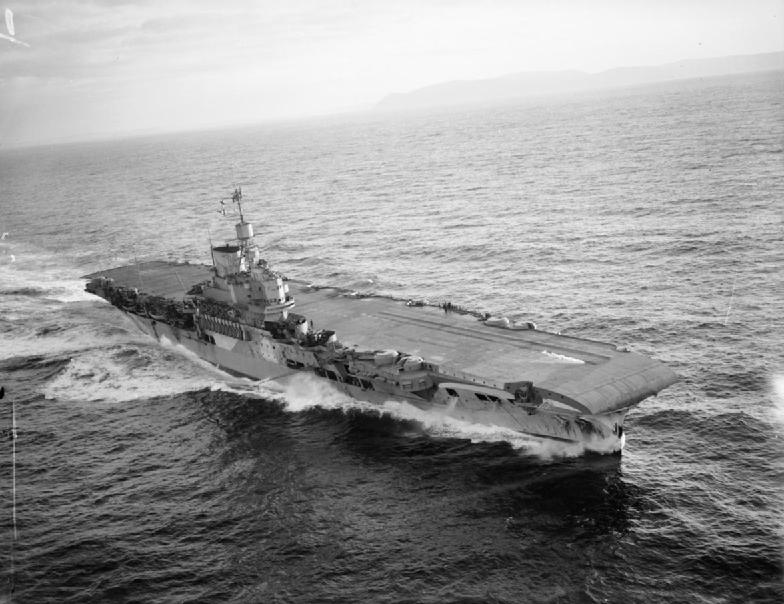
A Victorious 1941 őszén.

A Victorious 1941. május 24-én hajózott ki első küldetésére, az HMS King George V csatahajó, a Home Fleet zászlóshajója, az HMS Repulse csatacirkáló, több könnyűcirkáló és romboló társaságában a német Bismarck csatahajó üldözésében vett részt. Fairey Swordfish gépei sikertelenül intéztek torpedótámadást a Bismarck ellen. Júniusban a fedélzetén állomásozó Fairey Swordfish torpedóbombázókkal részt vett a Gonzenheim német tankerhajó elsüllyesztésében az Azori-szigetektől északra. Júliusban irányították első ízben a Jeges-tenger térségébe, ahol a robbanószerekkel és fegyverekkel megpakolt HMS Adventure-t kísérte Murmanszkba, a Szovjetuniónak juttatott első fegyverszállítások egyikeként. Július 30-án részt vett a kudarccal végződő kirkenesi és petsamói rajtaütésekben, ahol az anyahajó 13 repülője semmisült meg.
Augusztus végén újabb sarkvidéki konvojt kísért Arhangelszkbe, majd a Murmanszkból visszatérő HMS Argus repülőgéphordozót kísérte Scapa Flowba. Szeptember elején A Victorious repülői Tromsøt és Bodøt bombázták. 1941 októberében egy elfogott német rádióadásból a brit hadvezetőség értesült róla, hogy az Admiral Scheer és a Tirpitz csatahajókat az Atlanti-óceánra vezénylik. Ennek megakadályozására a Victorious egy brit és négy amerikai csatahajó társaságában megkezdte a Dánia-szoros térségének rendszeres felügyeletét (kiemelendő, hogy az amerikai hajók részvétele a műveletben annak dacára történt, hogy nem volt még formális hadiállapot az Egyesült Államok és Németország között). A hadihajók jelenlétére válaszul Hitler novemberben lefújta a német csatahajók bevetését. A Victorious így visszatérhetett a sarkvidéki hadszíntérre, ahol a szövetséges konvojok kísérését folytatta, egy ízben közvetlen összetűzésbe kerülve a Tirpitz csatahajóval is. A küzdelem döntetlenül ért véget, a brit anyahajó két repülőt vesztett az összecsapásban.
A sarkvidéki fegyverszállításokat 1942 júliusában ideiglenesen felfüggesztették, miután a PQ–17-es konvoj súlyos veszteségeket szenvedett a német flottától. A Victorioust így átirányították a Földközi-tengerre, ahol részt vett a máltai csatában. 1942. augusztus 12-én a hajó jelentős mértékben megsérült egy olasz légicsapásban, így visszavezényelték és 1942 novemberéig nagyjavításon esett át.

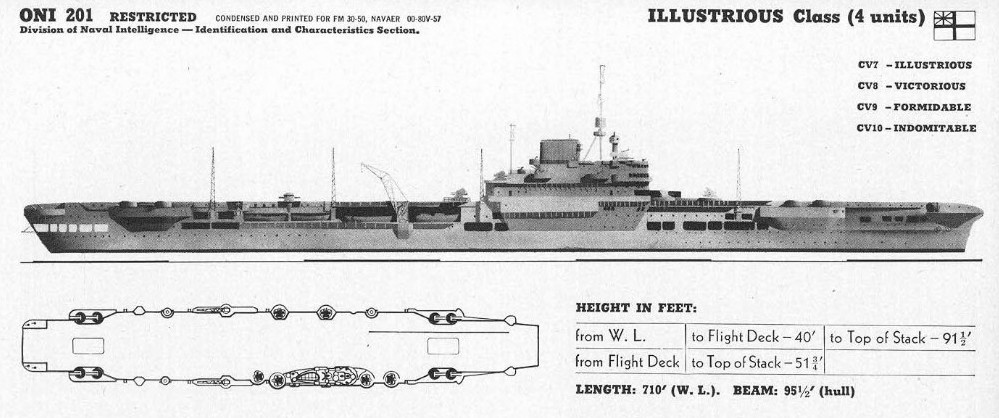
Az Illustrious osztály azonosító rajza az amerikai haditengerészeti hírszerzés (Office of Naval Intelligence) típuskönyvéből.

Novemberben a hajó részt vett a Torch hadművelet fedőnevet viselő észak-afrikai partraszállásban, légi fedezetet nyújtva és az algíri német-olasz támaszpontokat bombázva.
1942 decemberében a brit hadvezetés ideiglenesen kölcsönadta az Amerikai Haditengerészetnek, mely a hajót a Csendes-óceánra vezényelte. A Victorious 1943 márciusában érkezett meg Pearl Harbor kikötőjébe, ahol részlegesen átépítették, kibővítették a fedélzeti fegyverrendszerét és képessé tették a TBF Avenger torpedóvető repülőgép hordozására. A japánok elleni első éles bevetésére a Cartwheel hadműveletben került sor, amikor is 28 napot töltött a tengeren állandó harci körülmények között (ez a mai napig rekordnak számít a Brit Haditengerészetnél). Augusztus végén kivonták a harcokból, egy hónap múlva pedig befutott a liverpooli kikötőbe. Egy rövid karbantartást követően 1944 márciusában futott ki ismét a nyílt vízre és április 3-án részt vett a Tungsten hadműveletben, melynek célja az Észak-Norvégiában állomásozó Tirpitz csatahajó elsüllyesztése lett volna. A hadművelet részleges sikerrel végződött, bár a hajó nem süllyedt el, de súlyos károkat szenvedett és hónapokig képtelen volt az Atlanti-csata hadműveleteiben részt venni.
1944 májusában az HMS Indomitable társaságában a brit gyarmat Srí Lankára vezényelték. Egy rövid colombói pihenőt követően az HMS Illustrious-szal együtt sikeres támadást intézett a Sabangon és Szumátrán található japán katonai repterek ellen. Szeptemberben a Victorious repülői a szumátrai vasúthálózatot támadták, majd felderítő küldetést hajtottak végre a Nicobar-szigetek térségében. Szeptember végén ideiglenesen Mumbaiba vezényelték karbantartásra, majd október elején a Nicobar-szigeteket támadta. 1944 novemberében átvezényelték az újonnan felállított Brit Csendes-óceáni flottához, melynek kötelékében első ízben 1945 januárjában vett részt bevetésen, észak-szumátrai célpontok ellen. Január végéig a szumátrai légicsapásokban 16 brit repülőgép semmisült meg, 9 fogságba esett pilótát a japánok kivégeztek.
A hajó februárban a Manus-sziget térségében harcolt, majd részt vett az okinavai partraszállás fedezésében. Májusban a hajót két ízben is kamikaze-támadás érte, mely azonban nem okozott súlyos károkat a hajónak. A támadásokban összesen 3 tengerész vesztette életét és 19-en sérültek meg.
Májusban a Victorioust több más hadihajóval együtt Sydney-be vezényelték nagyjavításra. Júliusban tért vissza a hadszíntérre, ekkor már a Honsún elhelyezkedő katonai létesítményeket támadva. Mikor a háború vége már elérhető közelségben volt, augusztus 12-én a hajót visszavonták a Manus-szigetre, majd augusztus 31-én részt vett a Sydneyben szervezett győzelmi parádén.

## A háború után
A hajó 1945 szeptemberében hagyta el Ausztráliát és október 27-én érkezett haza az Egyesült Királyságba. 1946–1947 telén a Victoriouson folytatták le a Hawker Sea Fury vadászgép első fedélzeti próbáit, melynek végén a típus képessé vált a repülőgép-hordozókról való üzemeltetésre. 1947 októberétől tartalékba helyezték és kizárólag kiképző feladatokat látott el. 1950–1958 között Portsmouthban nagyfokú modernizáción esett át, melynek során képessé tették az első brit sugárhajtású repülőgépek üzemeltetésére. Az átépítés kezdeti összegét 5 millió fontban állapította meg a brit hadvezetőség, ez az összeg a 8 év alatt 30 millió fontra emelkedett. A hajótestet kiszélesítették, mélyítették és meghosszabbították, a hangárok magasságát megnövelték az új gépek igényeinek megfelelően. Emellett korszerűsítették az önvédelmi fegyverzetet, egy teljesen szögletes repfelületet (flight deck) építettek ki, melyet gőzkatapultokkal láttak el. Bár a kezdeti tervek értelmében akár 50 repülő állomásoztatására is képessé kellett volna válnia, a haditechnológia (és nem utolsósorban a repülőgépek méretének növekedése) gyors ütemű fejlődése csak 28 repülőgép (és helikopter) egyidejű alkalmazására vált képessé.
AZ átépített hajó még két ízben vett részt tengerentúli hadműveletben. 1961 júliusában a Perzsa-öbölbe hajózott, ahol a „Fölény” hadművelet keretében erődemonstrációt tartott Kuvait függetlenségének megőrzéséért. A művelet elérte a kívánt hatást, az iraki államvezetés (ekkor még) letett az Öböl-menti monarchia lerohanásáról.
Még 1961 végén Szingapúrba vezényelték a távol-keleti flotta részeként. 1964-ben indonéz célpontokat támadott az újonnan függetlenedett Malajzia védelmében. 1966-ban első ízben indítottak sikeresen a fedélzetéről egy F–4 Phantom II második generációs sugárhajtású vadászrepülőt. Azonban egy évvel később, javítási munkálatok alatt tűz ütött ki a hajó fedélzetén, mely egy személy halálát okozta, két személy súlyos égési sérülésekkel kórházba került. Harold Wilson miniszterelnök pacifista befolyás alatt álló munkáspárti kormánya már 1966-ben eldöntötte, hogy néhány éven belül bontóba küldi az összes brit repülőgép-hordozót, ezzel gyakorlatilag felszámolva az akkori világ második legerősebb haditengerészeti légierejét. A baleset a jelentéktelen károk ellenére megpecsételte a hajó sorsát, mert ürügyet adott a kormánynak, hogy hosszú évekkel a tervezett üzemeltetési idő lejárta előtt 1968 márciusában kivonhassa a még mindig korszerűnek számító hordozót az aktív szolgálatból. Az HMS Victorious lebontása egy év múlva vette kezdetét.

## Képgaléria

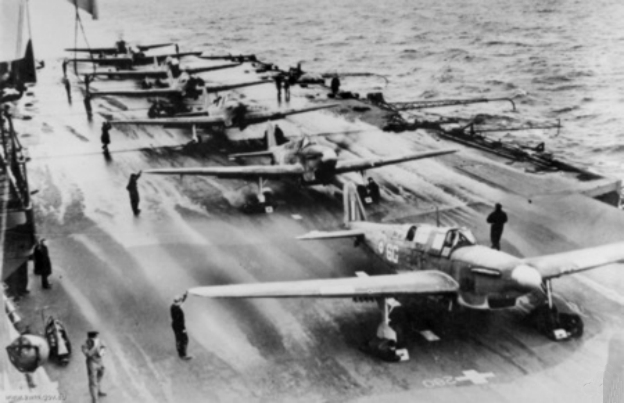
Fairey Fulmar vadászrepülőgépek sorakoznak az HMS Victorious repülőgép-hordozó fedélzetén, 1942-ben.
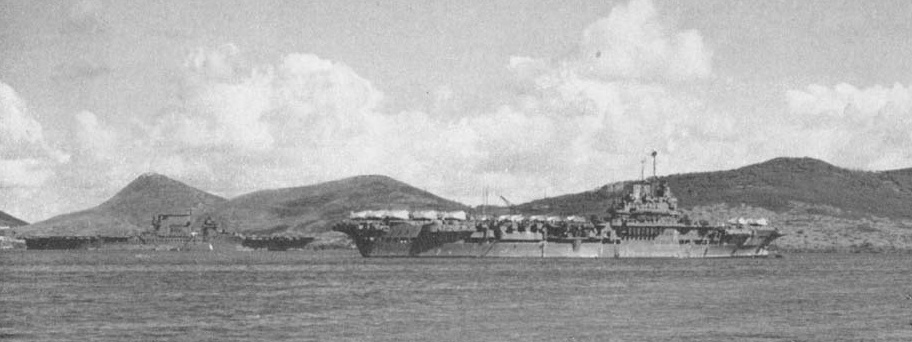
Az HMS Victorious az amerikai USS Saratoga repülőgép-hordozó társaságában,1943-ban Nouméában.
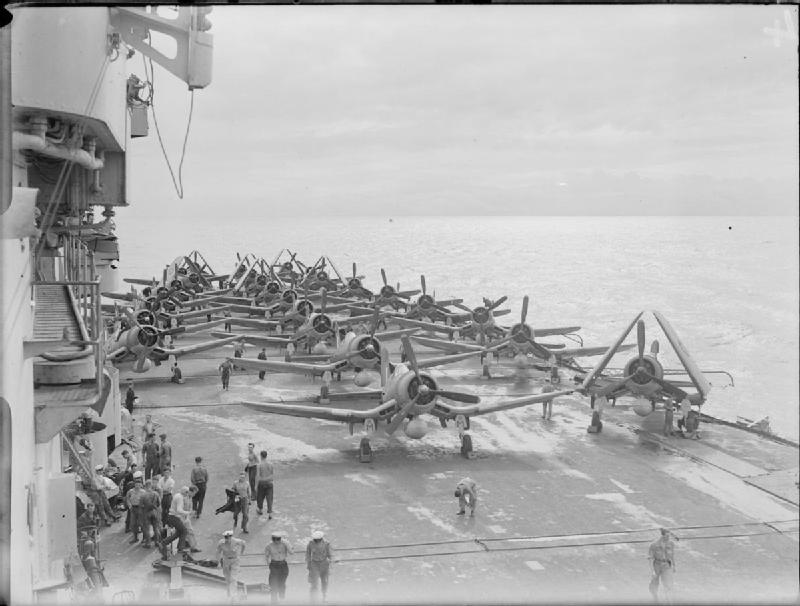
F4U Corsair repülőgépek az HMS Victorious fedélzetén 1944 szeptemberében.
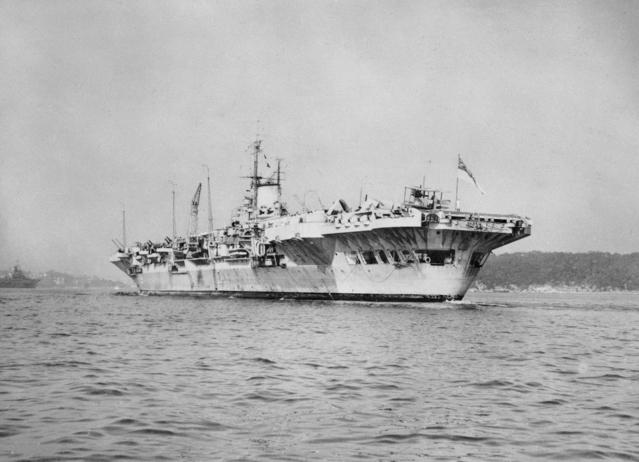
Az HMS Victorious az ausztráliai Sydney kikötőjében 1945 februárjában.
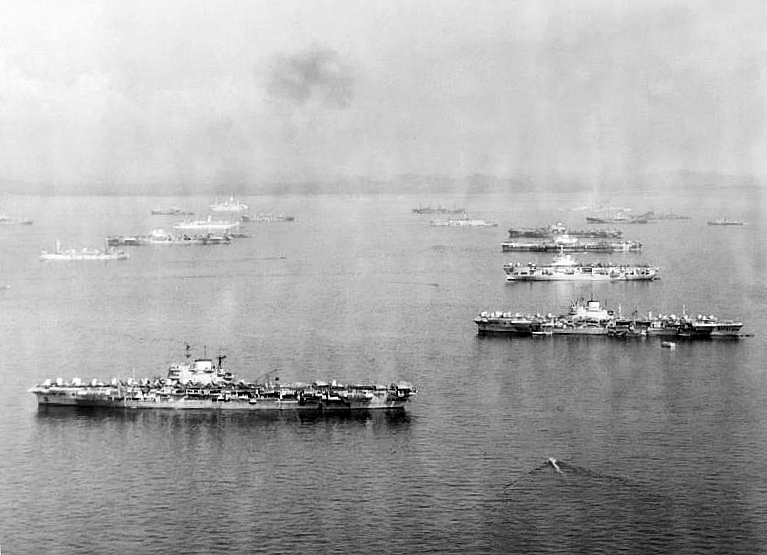
Brit repülőgép-hordozók a Csendes-óceánon, 1945-ben: a kép előterében az HMS Indomitable, majd az HMS Indefatigable, az HMS Unicorn, az HMS Illustrious, az HMS Victorious, végül legtávolabb az HMS Formidable következik.
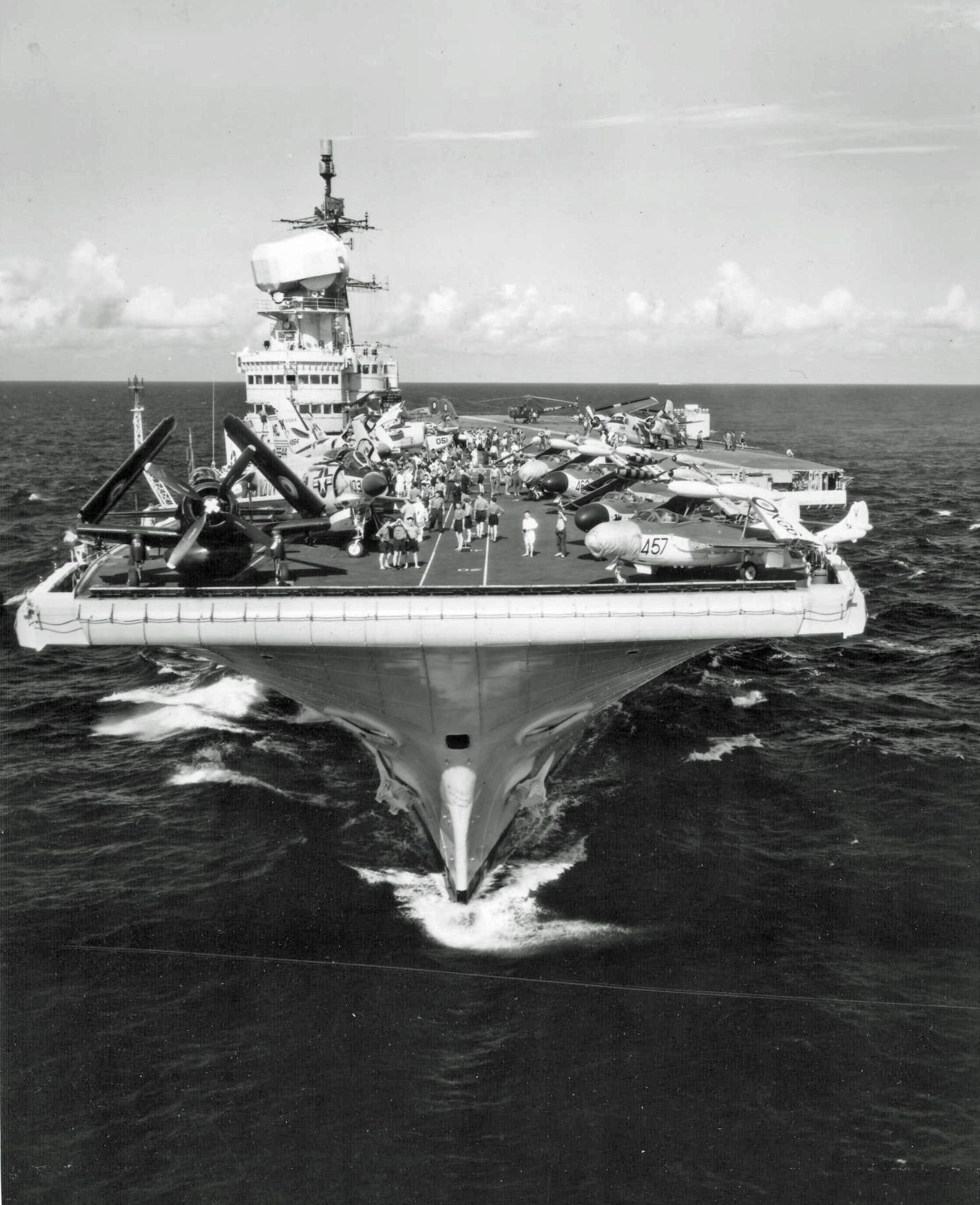
Az HMS Victorious átépítése és korszerűsítése után, 1959-ben. Fedélzetén brit és amerikai repülőgépek.
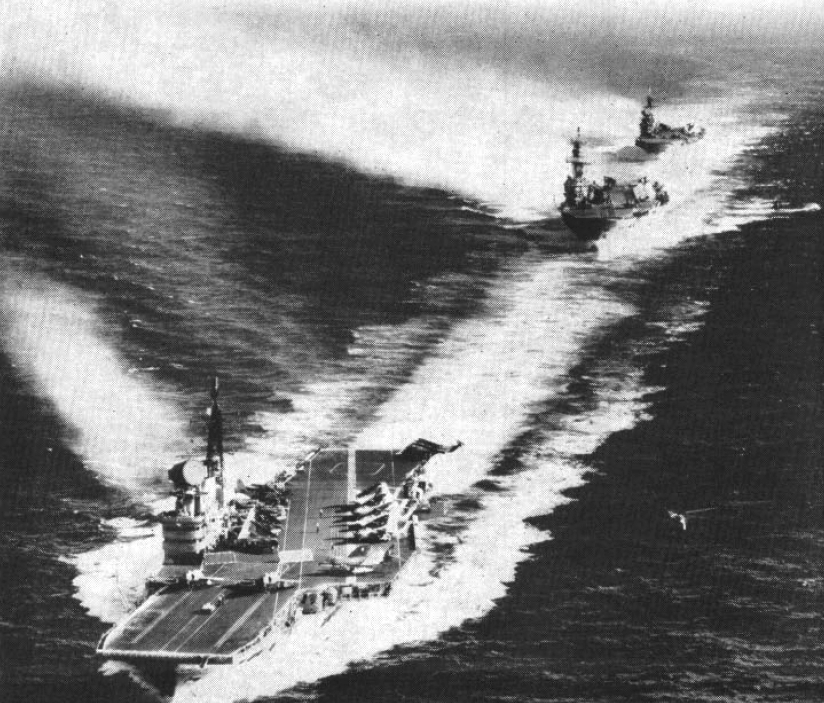
Brit repülőgép-hordozók oszlopban, 1961-ben, elől az HMS Victorious, majd az HMS Ark Royal, végül az HMS Hermes következik.
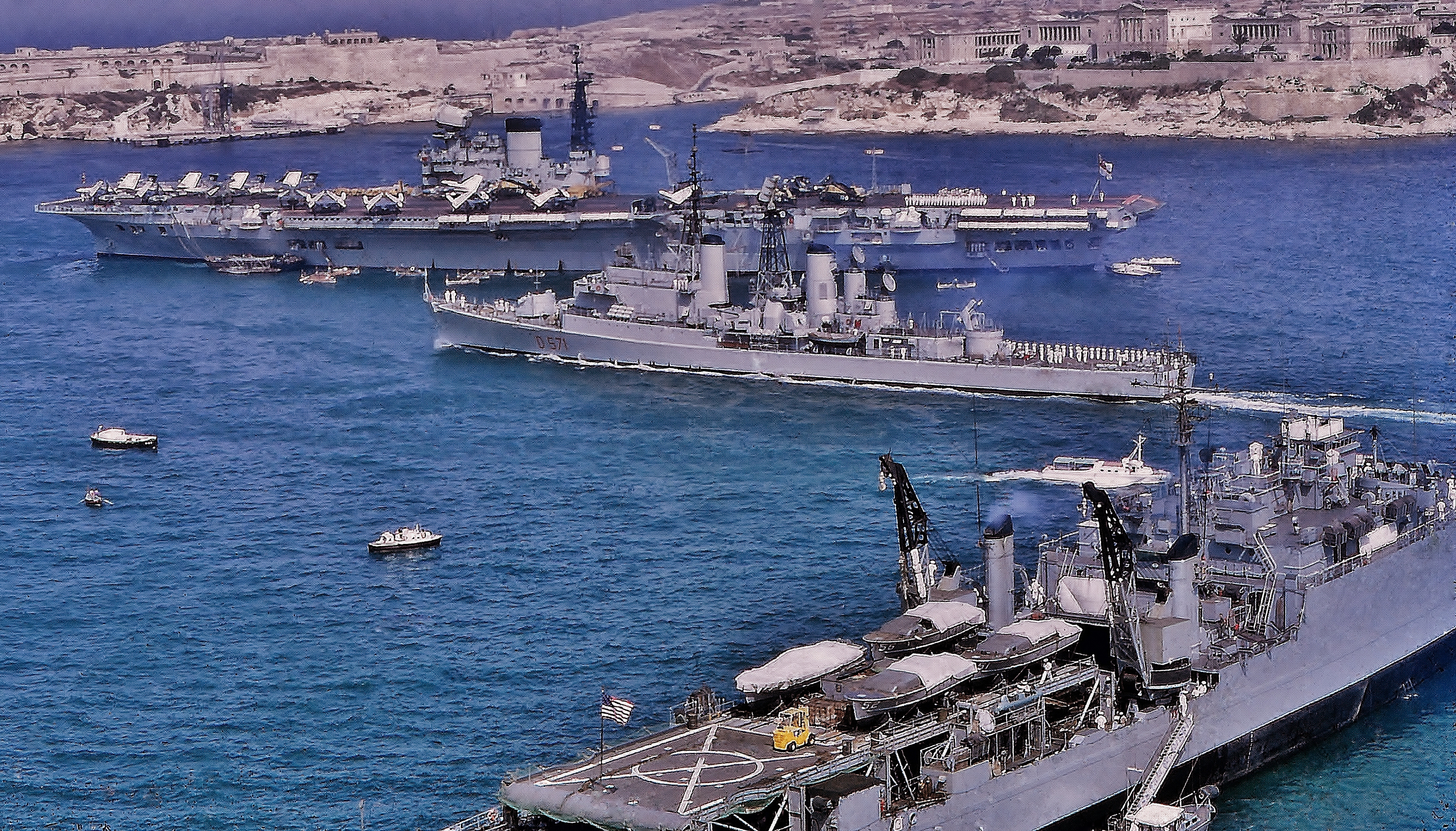
Az HMS Victorious 1967-ben Máltán, mellette az olasz Intrepido (D 571) rakétás romboló látható, a kép előterében pedig egy Casa Grande osztályú amerikai partraszállást támogató hajó.
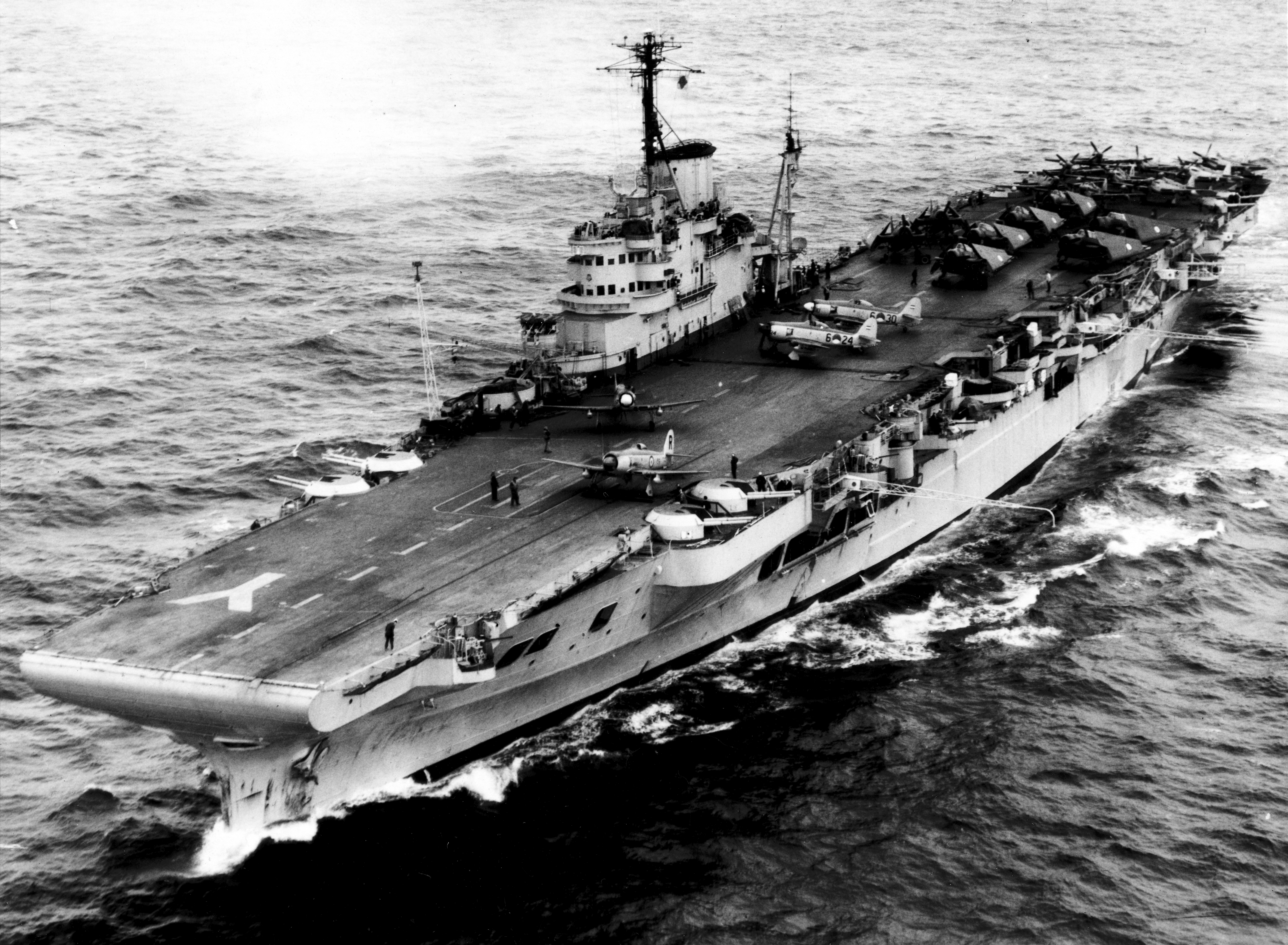
Az Illustrious osztály névadója, az HMS Victorious testvérhajója, az HMS Illustrious brit repülőgép-hordozó 1954-ben.
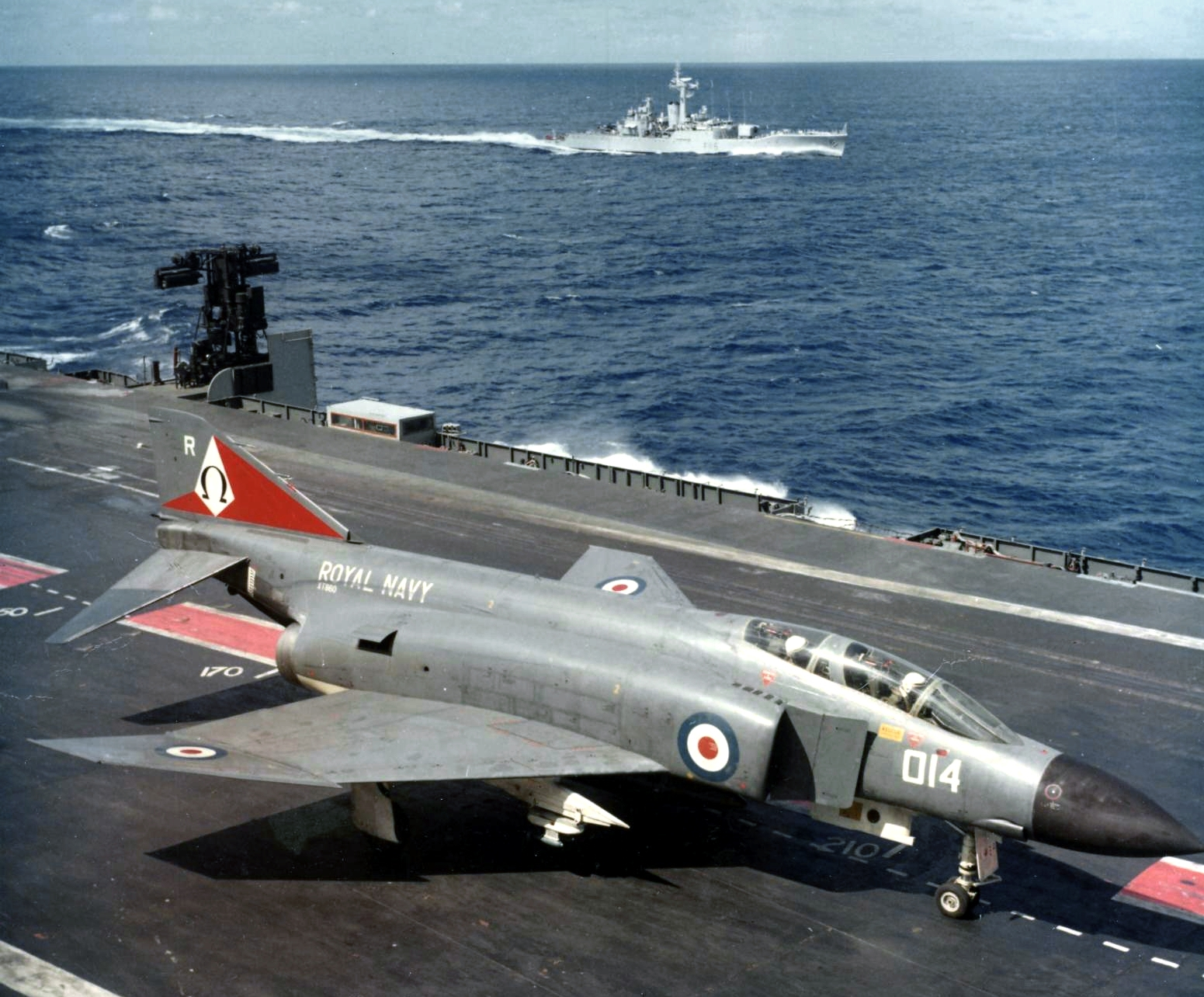
Brit F-4 Phantom FG.1 a 892. század állományából az Audacious osztályú HMS Ark Royal brit repülőgép-hordozó fedélzetén. A háttérben a Rothesay osztályú  HMS Berwick (F115) fregatt látható.